# Visdomsordet
Visdomsordet (Word of Wisdom) är benämningen på ett avsnitt i Läran och Förbunden, en bok som av Jesu Kristi Kyrka av Sista Dagars Heliga och många andra kyrkor i Sista dagars heliga-rörelsen betraktas som uppenbarelser från Gud. 
Visdomsordet utgör kapitel 89 i Läran och Förbunden, enligt vilken det är en uppenbarelse som gavs till Joseph Smith i Kirtland, Ohio den 27 februari 1833 efter att Smith frågat Gud om råd rörande att vissa av de tidiga bröderna i kyrkan brukat tobak under mötena. Visdomsordet varnar för vin och starka drycker, tobak och "heta drycker" (vilket tolkas som kaffe och te), säger vidare att örter ska brukas med förstånd. Efter några stycken om mat, där det bland annat sägs att kött ska "nyttjas sparsamt", avslutas kapitlet med ett löfte från Gud:
| ” | Och alla heliga som kommer ihåg att hålla och handla enligt dessa ord och vandrar i lydnad mot buden, skall få hälsa i naveln och märg i benen och skall finna visdom och stora skatter av kunskap, ja, fördolda skatter, och skall springa och inte bli trötta och skall gå och inte bli matta. Och jag, Herren, ger dem ett löfte att mordängeln skall gå förbi dem som han gick förbi Israels barn, och inte dräpa dem. | „ |

Kyrkan lär att den som lever efter Visdomsordet blir andligen starkare; "Vi renar vår kropp så att Herrens Ande kan bo i oss." Enligt skrifttexten är Visdomsordet "inte [...] en befallning eller tvång". Vissa i den tidiga kyrkan följde Visdomsordet till punkt och pricka medan andra hade en mer avslappnad syn på det; Joseph Smith själv drack te och ibland ett glas vin. Lydnad till Visdomsordet har dock senare kommit att bli ett krav för att bli döpt i Jesu Kristi Kyrka av Sista Dagars Heliga och få tillträde till kyrkans tempel. Enligt historikern Thomas G. Alexander stärktes denna striktare tolkning i samband med opinion för alkoholförbud i USA under början av 1900-talet och hade således inte bara religiösa utan även sekulära orsaker.
En fråga som varit omstridd är huruvida Coca-Cola och andra koffeinhaltiga drycker ska anses förbjudna. Kyrkans ledare har inte officiellt tagit ställning i frågan men har varnat för drycker med "skadliga ingredienser".
Enligt en studie av epidemiologen James E. Enstrom vid UCLA var dödligheten av cancer och hjärt- och kärlsjukdomar bland kyrkomedlemmar i Kalifornien lägre än bland befolkningen i allmänhet.